# جمال بروكس
جمال بروكس (بالإنجليزية: Jamal Brooks)‏ هو لاعب كرة قدم أمريكية أمريكي، ولد في 9 نوفمبر 1976 في لانسنغ في الولايات المتحدة.

## وصلات خارجية
- جمال بروكس على موقع مرجع كرة القدم المحترفة.كوم (الإنجليزية)